# Cecryphalus
Cecryphalus is een geslacht van vlinders uit de familie van de Houtboorders (Cossidae). De wetenschappelijke naam en de beschrijving van dit geslacht werden voor het eerst in 1990 gepubliceerd door Johan Willem Schoorl.
De soorten van dit geslacht komen voor in Noord-Afrika en Azië (van Armenië verder oostwaarts tot in China) .

## Soorten
- Cecryphalus helenae (Le Cerf, 1924)
- Cecryphalus strix (Grum-Grshimailo, 1895)